# دار خلبان (الرياشية)

تعديل مصدري - تعديل

دار خلبان هي إحدى قرى عزلة ثمن الرياشية بمديرية الرياشية التابعة لمحافظة البيضاء، بلغ تعداد سكانها 386 نسمة حسب تعداد اليمن لعام 2004.